# Mistrzostwa świata w szachach 1910 (Lasker-Schlechter)

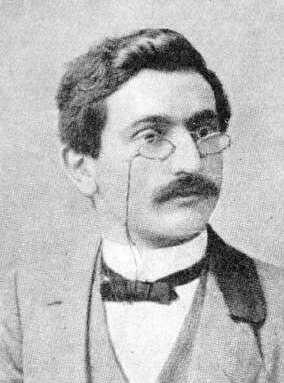
Mistrz świata 1910,
Emanuel Lasker

Mecz pomiędzy aktualnym mistrzem świata Emanuelem Laskerem a Carlem Schlechterem rozegrany w Wiedniu i Berlinie w dniach 8 I – 10 II 1910 r.
Mecz składał się z tylko dziesięciu partii. Do regulaminu wprowadzono kontrowersyjny paragraf mówiący, iż pretendent aby zdobyć tytuł mistrza świata musi wygrać mecz co najmniej dwoma punktami. Oznaczało to, iż Lasker zachowałby tytuł mistrzowski nie tylko remisując, ale nawet przegrywając 4½ – 5½.
Był to pierwszy w historii mecz o tytuł mistrza świata zakończony wynikiem remisowym. Przy tym o wynik ten musiał się starać sam Lasker, który wygrał dopiero ostatnią partię.

## Wyniki w poszczególnych partiach
|                 | 1 | 2 | 3 | 4 | 5 | 6 | 7 | 8 | 9 | 10 | Punkty |
| --------------- | - | - | - | - | - | - | - | - | - | -- | ------ |
| Carl Schlechter | ½ | ½ | ½ | ½ | 1 | ½ | ½ | ½ | ½ | 0  | 5      |
| Emanuel Lasker  | ½ | ½ | ½ | ½ | 0 | ½ | ½ | ½ | ½ | 1  | 5      |